# Hitchensova břitva
Hitchensova břitva je argumentační princip, který říká, že důkazní břemeno leží na tom, kdo něco tvrdí a nikoliv na jeho oponentech nebo posluchačích. V právu kontextu je podobná principu presumpce neviny. 
Hitchensovu břitvu lze formulovat takto: „Co je tvrzeno bez důkazů, lze také bez důkazů zamítnout.“
Klasickým příkladem jejího použití je obhajoba ateismu či spíše agnosticismu následující argumentací: „Pro boží existenci nebyly kněžími předloženy žádné přesvědčivé důkazy. Proto tvrzení kněžích o boží existenci nelze brát vážně.“